# Now and Zen
| Оценки критиков                  | Оценки критиков |
| Источник                         | Оценка          |
| -------------------------------- | --------------- |
| AllMusic                         | [ 1 ]           |
| Collector's Guide to Heavy Metal | 9/10            |
| Kerrang!                         | [ 3 ]           |
| Rolling Stone                    | [ 4 ]           |
| The Village Voice                | B               |

Now and Zen — четвёртый студийный альбом Роберта Планта, выпущенный 29 февраля 1988 года на его собственном лейбле Es Paranza.
Альбом стал одним из самых успешных в сольной дискографии Планта, попав в десятку лучших в чартах США (№ 6) и Великобритании (№ 10) и получив трижды платиновую сертификацию в США в 2001 году.

## Предыстория создания и описание альбома
Перед началом работы над очередным сольным альбомом Роберт Плант впервые провёл масштабные изменения в составе помогающих ему музыкантов: так, после 5 лет сотрудничества с тремя выпущенными пластинками Робби Блант уступил место гитариста Дугу Бойлу, новым клавишником (вместо Джезза Вудроффа) стал Фил Джонстон, а на ударных выступил Крис Блэквелл. Произошли изменения и в музыкальном стиле: роль компьютерных технологий при обработке звучания песен в новом альбоме по-прежнему была довольно заметной, но на этот раз во многие композиции были привнесены элементы восточной музыки (в частности, индийских мотивов), «смешавшиеся» с роком, нововолновой музыкой, блюзом и поп-роком. Примечательно, что именно начиная с альбома Now and Zen доля восточных и просто этнических мотивов (сперва преимущественно индийских, а затем арабских, африканских и других) в дальнейшем сольном творчестве Планта стала всё больше возрастать.
В записи песен "Heaven Knows" и "Tall Cool One", выпущенных также как синглы, принимал участие Джимми Пейдж. Кроме того, в "Tall Cool One" Плант впервые в своей сольной дискографии использовал творчество «родной» Led Zeppelin, вставив семплы c композиций "Whole Lotta Love", "Dazed and Confused", "Black Dog", "Custard Pie" и "The Ocean", а также слова из "When the Levee Breaks".

## Выпуск и критика
Now and Zen получил положительные отзывы как поклонников Планта, так и музыкальных критиков. В обзоре журнала Rolling Stone Курт Лодер охарактеризовал Now and Zen как «своего рода «стилистическое событие» в музыке: хард-роковые гитары с оттенками звучания поп-музыки, великолепная компьютерная обработка и выдающееся песенное искусство.» Роберт Кристгау в своём обзоре для The Village Voice писал, что, в отличие от двух предыдущих альбомов Планта, которые тоже были привлекательными, но легко забывались, Now and Zen «лучший и далёк от того, чтобы быть легко забытым. Общее ощущение от него напоминает нечто среднее между Led Zeppelin и The Cars».
Вместе с тем в интервью журналу Uncut в 2005 сам Плант заявил, что «когда альбом вышел в свет в 1988-м, казалось, что я снова «на коне», попал в топ-10 альбомных хит-парадов по обе стороны Атлантики. Но, слушая теперь, я замечаю, что много песен из Now and Zen слишком потерялись в мейнстриме музыкальных технологий того времени».

## Список композиций
Все песни, кроме отмеченных, написаны Плантом и Джонстоном.
Первая сторона
1. "Heaven Knows" (Джонстон, Барратт) – 4:06
2. "Dance on My Own" (Плант, Джонстон, Крэш) – 4:30
3. "Tall Cool One"  – 4:40
4. "The Way I Feel" (Плант, Джонстон, Бойл) – 5:40

Вторая сторона
1. "Helen of Troy" – 5:06
2. "Billy's Revenge" – 3:34
3. "Ship of Fools" – 5:01
4. "Why" (Плант, Крэш) – 4:14
5. "White, Clean and Neat" – 5:28
6. "Walking Towards Paradise" (Джерри Линн Уильямс) – 4:40 (бонус-трек в CD-версии альбома)

## Дополнительные факты
- Песни "Ship of Fools", "Tall Cool One" и "Heaven Knows" были исполнены Плантом в рамках концерта Atlantic Records 40th Anniversary в 1988 году.
- Песня "Ship of Fools" звучала в заключительном эпизоде последнего сезона известного американского телесериала Полиция Майами: Отдел нравов.

## Участники записи
Основной состав музыкантов
- Роберт Плант – вокал
- Дуг Бойл – гитара
- Фил Скрэгг – бас-гитара
- Фил Джонстон – клавишные, программинг
- Крис Блэквелл – ударные и перкуссия

Приглашённые музыканты
- Джимми Пейдж – гитарные соло в "Heaven Knows" и "Tall Cool One"
- Мари Пьер, Кирсти МакКолл, Тони Хэллидэй – бэк-вокал
- Роберт Крэш, Дэвид Барратт – программинг

Продюсирование
- Тим Палмер, Фил Джонстон, Роберт Плант – продюсеры
- Роб Бозас, Мартин Расселл, Дэйв Барретт, Майкл Грегович, Тим Баррелл, Джонатан Ди – звукоинженеры
- Ричард Эванс – дизайн и оформление
- Davies and Starr – фотография

## Позиции в чартах
| Чарт (1988)              | Позиция |
| ------------------------ | ------- |
| Canadian RPM100 Chart    | 4       |
| US Billboard 200         | 6       |
| New Zealand Albums Chart | 7       |
| UK Albums Chart          | 10      |
| Australian Albums Chart  | 11      |
| Norwegian Albums Chart   | 12      |
| Swedish Albums Chart     | 18      |
| Dutch MegaCharts         | 31      |
| German Albums Chart      | 48      |

| Год  | Сингл                      | Чарт                                          | Позиция |
| ---- | -------------------------- | --------------------------------------------- | ------- |
| 1988 | "Heaven Knows"             | US Billboard Hot Mainstream Rock Tracks       | 1       |
| 1988 | "Heaven Knows"             | New Zealand Singles Chart                     | 19      |
| 1988 | "Heaven Knows"             | UK Singles Chart                              | 33      |
| 1988 | "Heaven Knows"             | Canadian RPM Top Singles                      | 65      |
| 1988 | "Tall Cool One"            | US Billboard Hot Mainstream Rock Tracks Chart | 1       |
| 1988 | "Tall Cool One"            | Canadian RPM Top Singles                      | 15      |
| 1988 | "Tall Cool One"            | US Billboard Hot 100                          | 25      |
| 1988 | "Tall Cool One"            | US Cash Box Top 100 Singles Chart             | 31      |
| 1988 | "Tall Cool One"            | Australian ARIA Top 50 Singles Chart          | 47      |
| 1988 | "Tall Cool One"            | UK Singles Chart                              | 87      |
| 1988 | "Dance on My Own"          | US Billboard Hot Mainstream Rock Tracks Chart | 10      |
| 1988 | "Ship of Fools"            | US Billboard Hot Mainstream Rock Tracks Chart | 3       |
| 1988 | "Ship of Fools"            | US Billboard Hot 100                          | 84      |
| 1989 | "Walking Towards Paradise" | US Billboard Hot Mainstream Rock Tracks Chart | 39      |